# Tortornia
Tortornia – izba śledcza, a w zasadzie izba tortur, najczęściej zlokalizowana w ratuszu staromiejskim na parterze tuż koło sali sądowej lub w podziemiach ratuszowych. Inne spotykane nazwy średniowieczne to katownia, przez lud nazywana "męczarnią" lub "męczennicą". Za obsługę tortorni odpowiadał miejski kat oraz jego ceklarze. Tortornie znajdowały się m.in. w krakowskim oraz toruńskim ratuszu. 